# Tertius

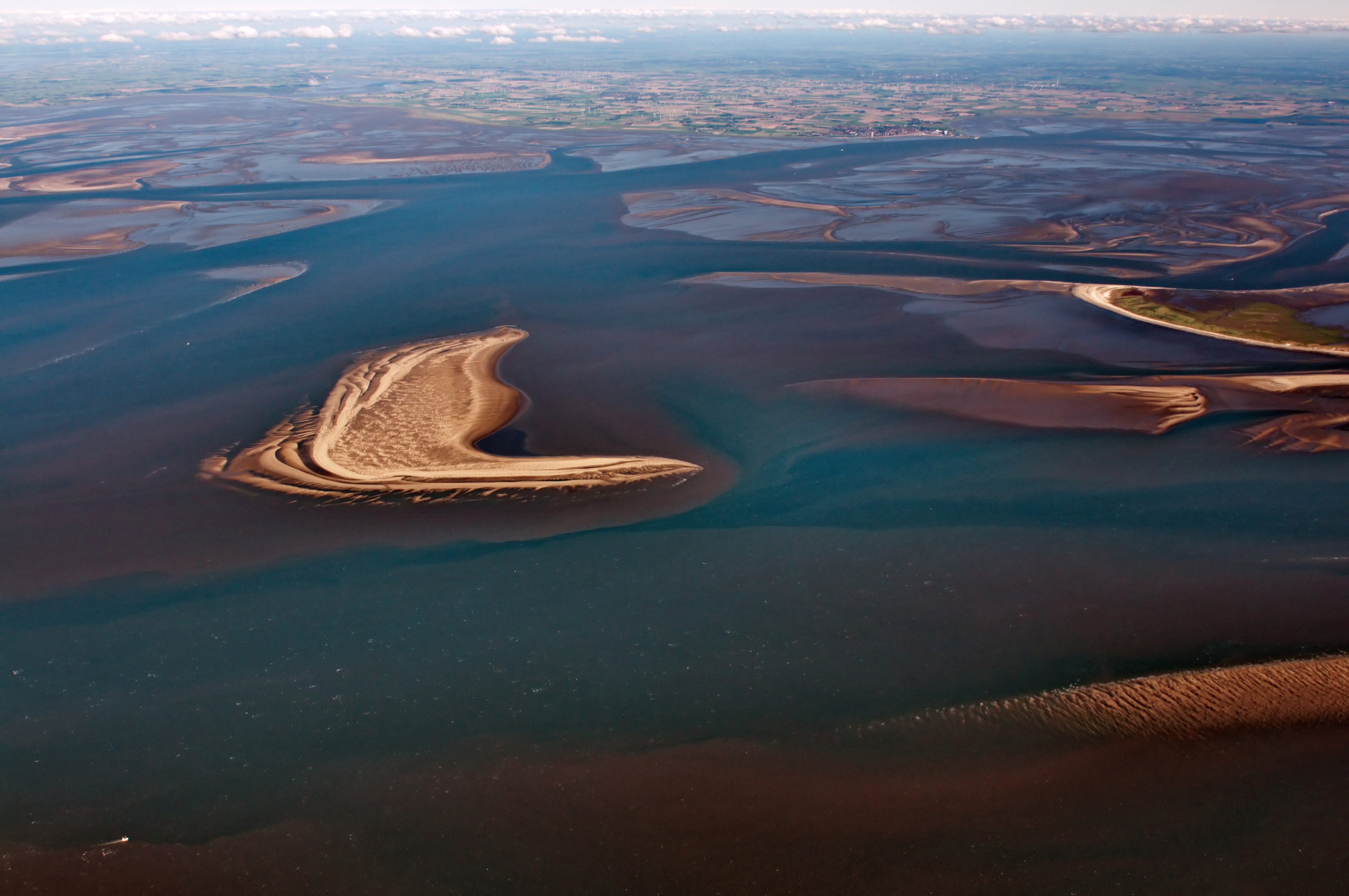
Tertius

Tertius, (ook wel Tertiussand), is een bij de Duitse deelstaat Sleeswijk-Holstein horende zandbank. Het was ooit een hoge plaat; inmiddels is er door de zee zoveel zand afgeslagen dat de plaat regelmatig overstroomd wordt. Er is dan ook geen vegetatie.
Tertius ligt 10 km ten westen van Büsum. Ten zuiden van Tertius ligt het eiland Trischen, en in het noordoosten ligt de zandbank Blauort. Tertius wordt omsloten door twee vaargeulen: de Norder- en Süderpiep. Deze geulen vormen de verbinding tussen Büsum en de Noordzee.
Op de zandbank rusten de zeevogels uit en komen er robben. Vanwege de aanwezigheid van deze dieren worden vanuit Büsum wadlooptochten georganiseerd. Het betreden van het eilandje, dat in het Nationaal park Sleeswijk-Holsteinse Waddenzee ligt, is na overleg mogelijk.
Het enige bouwwerk op Tertius is een baken, dat als dagmerk dient.
Helgoland · Düne
- Virtual International Authority File: 153551338